# Barrio Riguero (Managua)
Barrio Riguero es uno de los barrios en que se encuentra dividida la ciudad de Managua y es considerado como un barrio tradicional de la capital de Nicaragua. Está localizado en la parte noroeste del Distrito I (anteriormente pertenecía al Distrito V). Abarca una extensión de 242.650 metros cuadrados aproximadamente. La elevación del terreno sobre el nivel se estima es de 107 metros.
- Latitud: 12° 7'57.76 "
- Longitud: -86° 15'7.52 "

## Límites
Sus linderos son los siguientes:
- Al norte, con la "Pista Juan Pablo II" (también conocida como Pista de la Resistencia o Pista de Circunvalación Sur o By Pass Sur) y el Distrito IV.
- Al sur, con la "Colonia Máximo Jerez".
- Al este, con el "Barrio Revolución".
- Al oeste, con el "Barrio Habana No. 1".

El área original del barrio correspondía a 27 hectáreas (o manzanas) y 1.700 varas cuadradas.
Los barrios Revolución y Habana No. 1 han sido escisiones del Riguero original que tuvieron lugar durante la década de los años ochenta del siglo XX como resultado de la reorganización territorial llevada a cabo por el gobierno municipal de la ciudad de Managua.

## Historia
Originalmente los terrenos pertenecieron a la familia Riguero, representada por el señor Manuel J. Riguero y Compañía Limitada.
Los primeros habitantes llegaron en el verano de 1942, después que el señor Riguero decidió lotificar y vender una hacienda de 37 manzanas de tierra con facilidades de pago. Las cuotas de los vecinos iban de acuerdo a su nivel de ingreso en cantidades de los 40 a los 75 córdobas de la época, el compromiso era que el comprador se pasara a vivir inmediatamente a su terreno.
En los años 60 hubo un intento de nombrarlo "Reparto San Carlos"; puesto que, la conocida iglesia Fátima sería dedicada a San Carlos Borromeo, pero los pobladores se opusieron tenazmente.
La señora Dolores Aranda Romero, quien vivió más de 56 años en el barrio, recordaba a sus 83 años: 
"No había agua ni electricidad, las casas eran salteadas una por aquí otra allá a los 500 metros, costó que se poblara, la gente prefería vivir en cuarterías que venirse aquí porque no habían buses y el que te dejaba más cerca lo hacía en el Cine Salinas, como a un kilómetro de aquí."
"A muchos no les gustan los murales que están en la iglesia y que hicieron después del triunfo de la Revolución con el permiso del padre Uriel porque desconocen su significado y lo que las personas que están en ellos representan cómo la valentía de Rugama, la sinceridad de gente como Monseñor Romero que siempre dijo la verdad y abogó por los pobres. Creo que si por mí fuera los dejaría allí para siempre para que no olvidemos, porque esa es la peor enfermedad"
La primera capilla fue hecha por las monjas de Cristo Rey, después llegaron los sacerdotes franciscanos José Aquiles, Julián Barni y Bernardino Formiconi quienes construyeron el primer templo católico. Después de ellos, en 1965 llegó el padre Uriel Molina Oliú, recordado por los pobladores como una persona progresista, que siempre apoyo a la comunidad.
En los años 60 y 70, el padre Uriel organizó a la feligresía católica del barrio en Comunidades Eclesiales de Base (C.E.B.) como una expresión real de 'la construcción del reino a partir de la teología de la liberación.
En 1979, poco antes del triunfo de la Revolución, fue sitio del asesinato del periodista Bill Stewart y de su intérprete nicaragüense Juan Francisco Espinoza, perpetrado por la Guardia Nacional somocista.

## Población
Para el censo de 1995 la población era 10.026 habitantes y 1.367 viviendas.
El sistema vial propio del barrio está conformado por calles asfaltadas y calles adoquinadas, siendo las primeras las de mayor porcentaje, pero existiendo callejones pendientes de ser tratados. Se cuenta con agua potable, drenaje sanitario, drenaje pluvial, telefonía y televisión por cable.

## Puntos de referencia
Algunos de los puntos de referencia más conocidos por los habitantes del barrio y entre los capitalinos de antaño se encuentran los siguientes:

### Puntos históricos
- la barbería Zepeda.
- las cantinas de "Chepón" (don José Santana) y de la "Chica Lencha" (doña Francisca Lorenza).
- la Escuela Riguero, cuyo terreno y galerón inicial para que sirviera como centro de enseñanza fueron donados por el señor Riguero, quien además pagaba a la primera maestra que llegó a enseñar a que los niños aprendieran a leer y escribir.
- el pozo de don Esteban Murillo quien vendía los barriles de agua antes de la llegada del servicio de agua potable.
- las fritangas del Riguero que se ubicaban a todo lo largo de la 25 Avenida Sureste.
- la gasolinera de los Martínez (Miguel y Manuel Martínez, hermanos) donde se abastecían los buses de la antigua Ruta 6.

### Puntos actuales

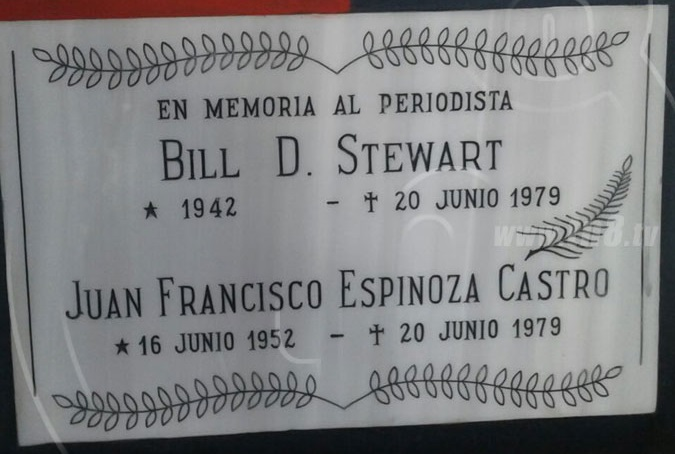
Placa memorial situada en el parque "Bill Stewart" en el barrio Riguero.

- el templo católico "Santa María de los Ángeles" (antes llamada iglesia Fátima, de gratos recuerdos fue destruida por el terremoto de 1972), cuyos murales del pintor italiano Sergio Michilini develados el 20 de julio de 1985 son la máxima muestra del muralismo nicaragüense,[2] tanto así que fueron declarados parte del "Patrimonio Cultural de la Nación" mediante Ley n.º 90 publicada en La Gaceta en abril de 1990.
- el templo evangélico "Elím" (Asociación Misionera Evangélica Nacional - AMEN) ubicado en la entrada norte, ya casi al final de la 25 Avenida Sureste a escasos metros de la Pista de Circunvalación o By Pass Sur.
- el emblemático Instituto Nacional "Elvis Díaz Romero" (antiguo Instituto Nacional "Doctor René Schick Gutiérrez", también llamado Instituto Nacional "Presbítero Azarías H. Pallais) que brinda la educación secundaria en el ciclo básico (de 7.º a 9.º grados)y ciclo diversificado (de 10.º a 11.º grados) desde 1975.
- el Colegio "Rubén Darío" que ofrece la educación primaria completa desde el primero hasta el sexto grado desde 1993.
- el Puesto Médico "Santa María de los Ángeles",[3] administrado por el Ministerio de Salud se ubica en el terreno donde funcionó la "Escuela Riguero" destruida por el terremoto del 23 de diciembre de 1972.
- el parque "William "Bill" Stewart", situado del puente Riguero, dos cuadras al sur, en el predio del antiguo pozo de Esteban Murillo, dedicado a la memoria del periodista estadounidense Bill Stewart, que fue asesinado junto con su traductor Juan Francisco Espinoza Castro,[4] por la Guardia Nacional el 20 de junio de 1979.
- los Talleres Modernos fundados en 1976 y ubicados sobre la 25 Avenida Sureste, entre las 19 y 20 Calles Sureste, tenían en su costado norte el pequeño Colegio "Pablo Neruda".
- El bar Cordobés ubicado frente al Parque Bill Stewart, punto de encuentro donde los habitantes del barrio se juntan a beber cerveza después del trabajo.

## Lucha contra Somoza

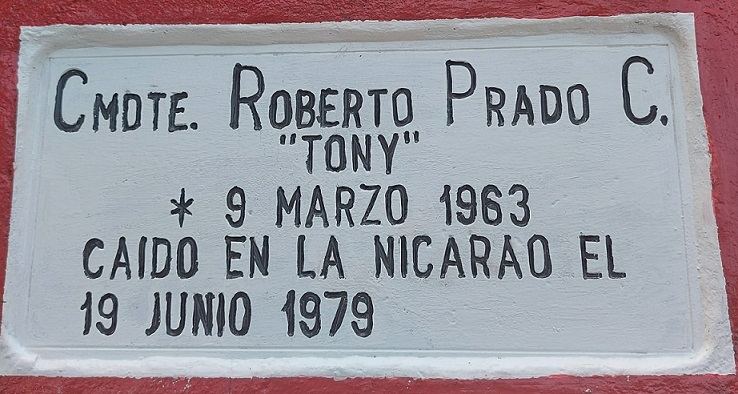
Placa memorial de joven combatiente caído en combate contra la G.N., situada frente a la casa donde vivió en el barrio Riguero.

Los pobladores, principalmente los jóvenes, del barrio participaron activamente en la lucha contra la dictadura de Anastasio Somoza Debayle, desde el año 1977 a partir de la jornada "Navidad Sin Reos Políticos" que incluyó la toma del templo católico en diciembre del mismo año por estudiantes organizados en el Frente Estudiantil Revolucionario (FER) y el Movimiento Estudiantil de Secundaria (MES).
Fueron famosas las marchas populares, exigiendo la liberación de los reos políticos encarcelados, estas iniciaban con un grupo de jóvenes concentrados en la plaza polvorienta situada frente al atrio del templo y para llamar la atención se hacía el encendido de hogueras usando leños y luego se llegó a la quema de llantas (neumáticos); tanto así, que el nombre del barrio es mencionado en la letra de la canción "Adelante Nicaragua", incluida en el álbum "Vamos haciendo la Historia" (1979) del Grupo Pancasán.
"... y el polvoriento Riguero quema llantas a granel."